# IC 5125
IC 5125 је спирална галаксија у сазвјежђу Индијанац која се налази на листи објеката дубоког неба у Индекс каталогу.
Деклинација објекта је - 52° 46' 24" а ректасцензија 21h 41m 50,3s. Привидна величина (магнитуда) објекта IC 5125 износи 13,3 а фотографска магнитуда 14,1. IC 5125 је још познат и под ознакама ESO 188-16, IRAS 21384-5300, PGC 67187.